# Aloinopsis
Aloinopsis är ett släkte av isörtsväxter. Aloinopsis ingår i familjen isörtsväxter.
Arterna är små till buskliknande suckulenter som förekommer i låga bergstrakter i södra Afrika. Bladen har vårtliknande utskott och de sitter som en rosett kring växtens centrum. Blomman sitter på en lång stjälk. Dessa växter tål frost. De fortplantar sig över frön. Flera arter odlas som prydnadsväxt. De drabbas ibland av ullsköldlöss.
Arter enligt Catalogue of Life:
- Aloinopsis acuta
- Aloinopsis loganii
- Aloinopsis luckhoffii
- Aloinopsis malherbei
- Aloinopsis rosulata
- Aloinopsis rubrolineata
- Aloinopsis schooneesii
- Aloinopsis spathulata

## Bildgalleri

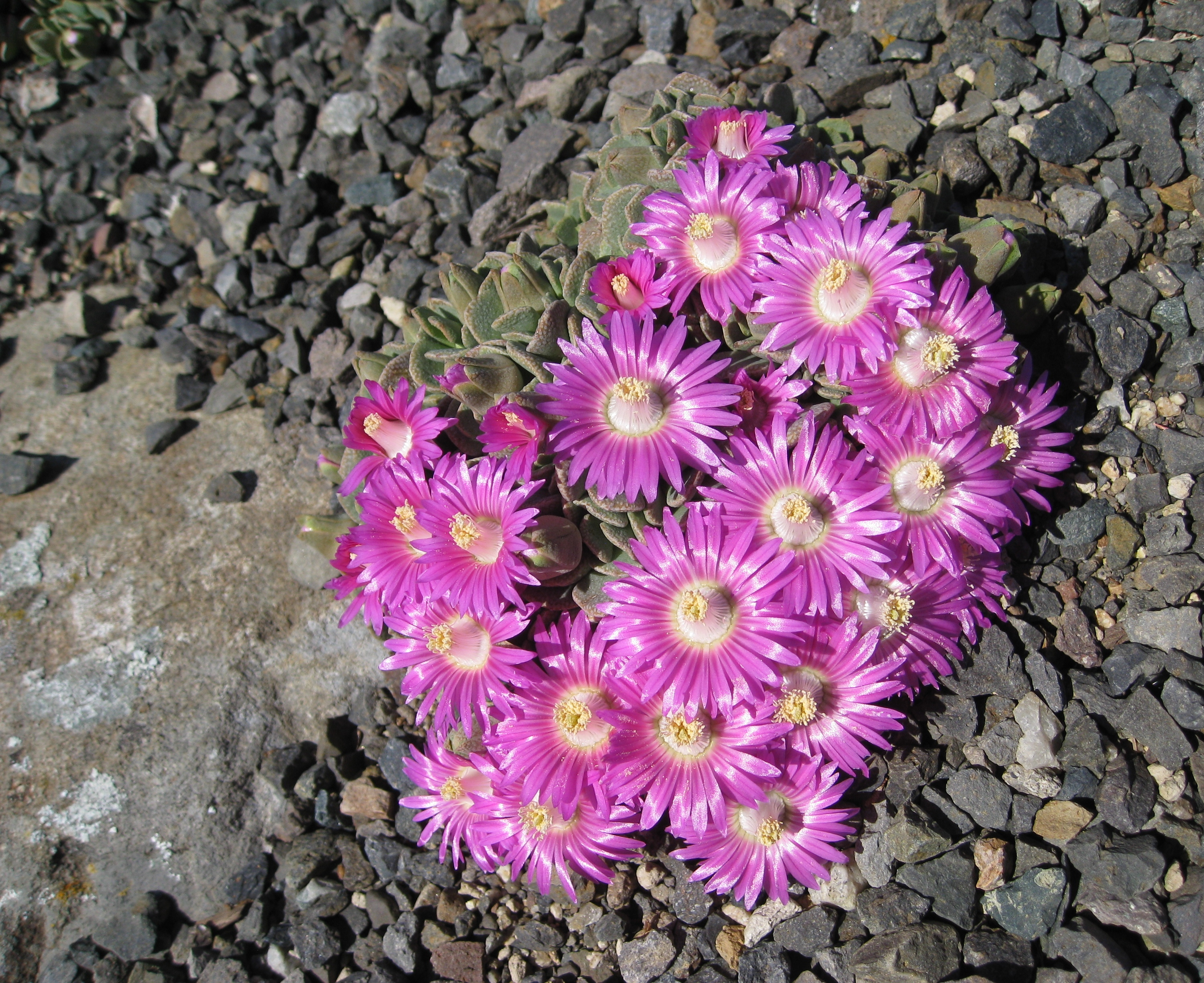